# Kepolestes coloradensis
Kepolestes coloradensis és una espècie extinta de mamífer driolèstide de la família dels driolèstids que visqué al supercontinent de Lauràsia durant el Juràssic superior, fa entre 145 i 152,2 milions d'anys. Se n'han trobat restes fòssils a la formació de Morrison (Estats Units). Es tracta de l'única espècie del gènere Kepolestes.